# ФК „Черноморски спортист“ (Обзор)
ФК Черноморски спортист е футболен клуб от град Обзор, България.
Преоснован през 2015 г. Играе на градския стадион, с капацитет 1000 места. Състезава се в „А ОФГ“. Основните цветове на отбора са синьо и бяло.